# Radočaj Brodski
Radočaj Brodski je naselje u Hrvatskoj u sastavu Grada Delnica. Nalazi se u Primorsko-goranskoj županiji.

## Zemljopis
Nalazi se istočno od rječice Kupice. Sjeverozapadno su Krivac, Iševnica, Velika Lešnica i Mala Lešnica. Jugozapadno su Donje Tihovo i Gornje Tihovo. Sjeveroistočno su Donji Ložac i Pucak, istočno je Planina Skradska, jugoistočno je Skrad, geomorfološki rezervat Vražji prolaz i Zeleni vir i Podstena.

## Stanovništvo
| broj stanovnika | 130   | 140   | 122   | 129   | 120   | 134   | 109   | 102   | 77    | 88    | 55    | 68    | 58    | 47    | 49    | 40    | 5     |
|                 | 1857. | 1869. | 1880. | 1890. | 1900. | 1910. | 1921. | 1931. | 1948. | 1953. | 1961. | 1971. | 1981. | 1991. | 2001. | 2011. | 2021. |